# Alberto Palacios Costa
Alberto Palacios Costa (Buenos Aires, 12 de enero de 1882-desconocido) fue un abogado y diplomático argentino. Fue ministro plenipotenciario en Bélgica y Suiza, y embajador en España, México e Italia.

## Biografía
Estudió abogacía en la Facultad de Derecho y Ciencias Sociales de la Universidad de Buenos Aires, donde también recibió su doctorado en jurisprudencia.
Fue profesor de historia en el Colegio Nacional Domingo Faustino Sarmiento y en la Escuela Normal Nacional N.° 1 de la ciudad de Buenos Aires.
A lo largo de su carrera diplomática, fue secretario de legación en Paraguay en 1906, y ejerció como primer secretario de legación en las embajadas argentinas en Chile, Estados Unidos, Italia, Bélgica y Austria. Entre 1939 y 1940 fue ministro plenipotenciario en Bélgica y Luxemburgo, y entre 1940 y noviembre de 1942 en Suiza.
En el Archivo del Ministerio de Relaciones Exteriores y Culto de la Nación, se conserva un telegrama de julio de 1941 donde Palacios Costa informa supuestas proposiciones de paz planteadas por Adolf Hitler, que incluían un reordenamiento de fronteras y países en Europa.
Entre 1942 y 1943 fue embajador en España, entre 1943 y 1944 en México y en 1945 en Italia, retirándose luego del servicio exterior. En España, la embajada argentina se involucró en una orden de cañones antiaéreos a Alemania a fines de 1943.
Fue socio del Jockey Club de Buenos Aires, siendo su secretario general y vicepresidente en varias oportunidades.

## Condecoraciones[1]
- Comendador de la Orden de la Corona de Italia.
- Gran Cruz de la Orden al Mérito de Chile.
- Orden de la Cruz del Sur (Brasil).
- Gran Cruz de la Orden de la Corona de Bélgica.